# Messenische Oorlogen

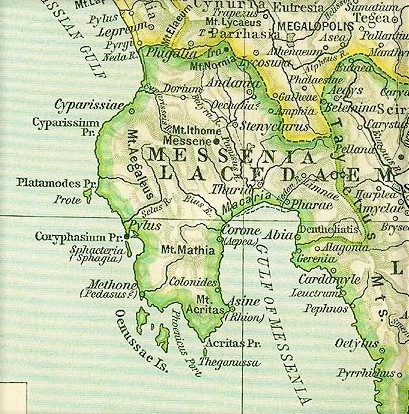
Messenië

De Messenische oorlogen waren veroveringsoorlogen van Sparta.
Het historische Messenië werd om zijn vruchtbaarheid begeerd door het aangrenzende Sparta. Omdat het eigen Laconië spoedig overbevolkt raakte vielen de Spartanen het aan en slaagden erin het te veroveren, tijdens drie opeenvolgende Messenische Oorlogen (8e tot 5e eeuw v.Chr.).

## Eerste Messenische Oorlog (736 v.Chr.-720 v.Chr.)
Volgens de Griekse overlevering begonnen de vijandelijkheden in 743 v.Chr., toen drie Spartaanse jongemannen, verkleed als meisjes, een religieus feest in Messenië hadden verstoord. Als wraak voor deze daad van heiligschennis rukten de Messeniërs tegen de Spartanen op, en in de strijd zou toen een van de Spartaanse koningen gesneuveld zijn. De Spartanen zelf vielen Messenië voor het eerst binnen in 736. De vrijheidsheld Aristodemus wist zijn hoofdstad Ithome dapper te verdedigen, maar de Messeniërs moesten na een langdurige belegering toch capituleren. Vele Messeniërs wisten toen tijdig te emigreren, onder meer naar Zuid-Italië, waar zij waarschijnlijk aan de oorsprong liggen van de naam van de stad Messina.

## Tweede Messenische Oorlog (640 v.Chr.-621 v.Chr.)
Om de bikkelharde Spartaanse heerschappij af te schudden kwamen de Messeniërs in opstand, onder de bezielende leiding van de legendarische volksheld Aristomenes. Deze kende aanvankelijk betrekkelijk succes, maar de Spartanen wisten zich te herstellen, volgens de overlevering onder de inspiratie van de krijgslyriek van de dichter Tyrtaeus, en zij veroverden uiteindelijk de vesting Ira. De oorspronkelijke bevolking werd herleid tot de status van heloten, met uitzondering van enkele groepen geprivilegieerde perioiken, en het land werd in bezit genomen door de Spartaanse adel. Herhaalde pogingen van de Messeniërs om aan de onmenselijke behandeling te ontsnappen werden door Sparta streng bestraft.
De oorlog eindigde met de verovering van heel Messenië, waarna de bevolking tot heloten gedegradeerd werd of naar Rhegion in Zuid-Italië emigreerde. Tijdens deze oorlog stelden de Spartanen voor de eerste maal hoplieten op.

## Derde Messenische Oorlog (1e helft 5e eeuw v.Chr.)
Ook de 3e Messenische oorlog eindigde in 464 v.Chr. met de overgave van de Ithome-vesting, na een langdurige en wanhopige weerstand. Vele vluchtelingen (mogelijk allen perioiken?) werden door de Atheners opgenomen, onder meer in Naupactus in 456 v.Chr..
De haat bleef echter smeulen, en tijdens de Peloponnesische Oorlog steunden de Messeniërs maar al te graag iedere poging tot verzet tegen Sparta, vooral nadat Pylos door de Atheners was ingenomen na hun overwinning bij Sphacteria (425 v.Chr.). Aan deze overwinning hadden hulptroepen van Messeniërs uit Naupactus in belangrijke mate bijgedragen.

## De onafhankelijkheid (369-146 v.Chr.)
Dankzij de hulp van Epaminondas en de Thebanen kregen de Messeniërs in 369 v.Chr. uiteindelijk hun vrijheid terug. Nog in hetzelfde jaar begonnen zij op initiatief van Epaminondas met de bouw van hun nieuwe hoofdstad Messene. De onafhankelijkheid van Messenië bleef gehandhaafd tot de onderwerping van geheel Griekenland door Macedonië en later door de Romeinen in 146 v.Chr.